# Lisa Evans
Lisa Katharine Evans (Perth, 21 de maig de 1992) és una davantera de futbol internacional per Escòcia des del 2011. Ha guanyat 4 lligues i 3 Copes d'Escòcia amb el Glasgow City i 1 Lliga d'Alemanya amb el Bayern.

## Trajectòria
| Temporades    | Club            | Títols                                 | Selecció (fases finals) |
| ------------- | --------------- | -------------------------------------- | ----------------------- |
| 08/09 - 11/12 | Glasgow City    | 4 Lligas, 3 Copes, 3 Copes de la Lliga |                         |
| 12/13 - 14/15 | Turbine Potsdam |                                        |                         |
| 15/16 - act.  | Bayern Múnic    | 1 Lliga                                |                         |